# دارلی دیل
latitudeدارلی دیلlongitudeدارلی دیل
دارلی دیل (به انگلیسی: Darley Dale) یک شهرک در بریتانیا است که در انگلستان واقع شده‌است.

## خصوصیات
طبق آخرین سرشماری دارلی دیل ۵٬۱۶۷ نفر جمعیت دارد.